# 1121
Évszázadok: 11. század – 12. század – 13. század
Évtizedek: 1070-es évek – 1080-as évek – 1090-es évek – 1100-as évek – 1110-es évek – 1120-as évek – 1130-as évek – 1140-es évek – 1150-es évek – 1160-as évek – 1170-es évek
Évek: 1116 – 1117 – 1118 – 1119 –  1120 – 1121 – 1122 – 1123 – 1124 – 1125 – 1126

## Események
- Békekötés II. István magyar király és III. Lipót osztrák őrgróf között.
- A wormsi konkordátum elítéli Pierre Abélard Szentháromságról szóló írásait.
- I. Dávid grúz király Kelet-Grúziában, Didgorinál legyőzi a muzulmánok négyszeres túlerőben levő seregét.
- A readingi apátság alapítása.
- ekkor szentelték fel a mai Monostorapáti keleti határában fekvő, almádi bencés apátságot.

## Halálozások
- Guillaume de Champeaux francia filozófus